# Малайская кустарниковая кукушка
Малайская кустарниковая кукушка (лат. Rhinortha chlorophaea) — вид птиц из семейства кукушковых (Cuculidae). Подвидов не выделяют. 

## Описание
Малайская кустарниковая кукушка достигает длины 30—33 см и массы от 41 до 62 г. У взрослых самцов голова и верхняя часть тела рыжеватая, хвост чёрный, с тонкими серыми полосами и белым широким кончиком. Горло и грудь рыжеватые, брюхо тёмно-серое, подхвостье серое. Голая кожа вокруг глаз светло-синевато-зелёная, радужная оболочка тёмно-коричневая, клюв светло-зелёный, ноги зеленовато-серые. У взрослых самок голова и тело светло-серые, спина, крылья и хвост рыжеватые, хвост с субтерминальной чёрной полосой и белым кончиком, низ серый, брюхо каштановое, радужка от жёлтой до тёмно-коричневой.

## Систематика
Её ранее часто относили к роду Phaenicophaeus, но она скорее является отдельным видом с несколькими аутапоморфиями. Для неё также характерен половой диморфизм, отсутствующий у её предполагаемых родственников. Она может даже не быть очень тесно связанной с истинными кустарниковыми кукушками, а формировать базальную линию в филогенетическом древе кукушек. В любом случае, её выделение в монотипический род Rhinortha вполне оправдано.

## Распространение
Она встречается в Брунее, Индонезии, Малайзии, Мьянме, Сингапуре и Таиланде. Её места обитания — это субтропические и тропические влажные равнинные леса.